# Юлиана Нассау-Дилленбургская
Юлиана Нассау-Дилленбургская (нем. Juliane von Nassau-Dillenburg; 3 сентября 1587, Дилленбург — 15 февраля 1643, Ротенбург-на-Фульде) — принцесса Нассау-Дилленбургская, в замужестве ландграфиня Гессен-Кассельская.

## Биография
Юлиана — вторая дочь и пятый ребёнок в семье графа Иоганна Нассау-Дилленбургского, ставшего в 1606 году после раздела отцовского наследства графом Нассау-Зигена, и его супруги Магдалены Вальдекской (1558—1599).
22 мая 1603 года Юлиана вышла замуж за вдовца-ландграфа Морица Гессен-Кассельского, став его второй супругой. В браке Юлиана родила семь сыновей и семь дочерей. В обеспечение достойного будущего своим детям Юлиана последовательно передавала получаемые ею доходы и права владения детям и убедила супруга наделить их общих потомков частью гессенских земель, так называемой «ротенбургскую четвертью». Таким образом в Гессенском доме возникли три побочные линии: гессен-ротенбургская — старшего сына Юлианы Германа, гессен-эшвегская — среднего Фридриха и гессен-рейнфельсская — младшего Эрнста. Несмотря на то, что к 1658 году после смерти бездетных братьев Эрнст собрал все земли «ротенбургской четверти» воедино под своим управлением, на этих землях в силу многих обстоятельств в течение последующих 250 лет вновь возникали новые побочные линии и полунезависимые ландграфства: Гессен-Рейнфельс-Ротенбург, Гессен-Эшвеге-Ванфрид или Гессен-Ротенбург-Эшвеге.
В 1627 году ландграф Мориц под давлением гессенских сословий был вынужден отречься в пользу старшего сына Вильгельма V и удалился в Эшвеге, где и умер в 1632 году. В 1629 году Юлиана с детьми поселилась в Ротенбургском дворце и умерла там в 1643 году.

## Потомки
У ландграфа Морица и его супруги Юлианы родилось семеро сыновей и семеро дочерей:
- Филипп (1604—1626), погиб в битве при Луттере
- Агнесса (1606—1650), замужем за князем Иоганном Казимиром Ангальт-Дессауским (1596—1660)
- Герман (1607—1658), ландграф Гессен-Ротенбурга, женат на Софии Юлиане Вальдекской (1607—1637), затем на Кунигунде Юлиане Ангальт-Дессауской (1608—1683)
- Юлиана (1608—1628)
- Сабина (1610—1620)
- Магдалена (1611—1671), замужем за графом Эрихом Адольфом Сальм-Рейффершейдским (1619—1673)
- Мориц (1614—1633)
- София (1615—1670), замужем за графом Филиппом Шаумбург-Липпским (1601—1681)
- Фридрих (1617—1655), ландграф Гессен-Эшвеге, погиб под Познанью, женат на графине Элеоноре Катарине Пфальц-Цвейбрюккенской (1626—1692)
- Кристиан (1622—1640), полковник шведской армии, умер после пирушки с генералом Юханом Банером и другими офицерами, предположительно отравлен[7]
- Эрнст (1623—1693), ландграф Гессен-Рейнфельс-Ротенбурга, женат на графине Марии Элеоноре Сольмс-Лихской (1632—1689), затем на Александрине фон Дюрницль (ум. 1754)
- Кристина (1625—1626)
- Филипп (1626—1629)
- Елизавета (1628—1633)